# Margarethenkloster (Köln)

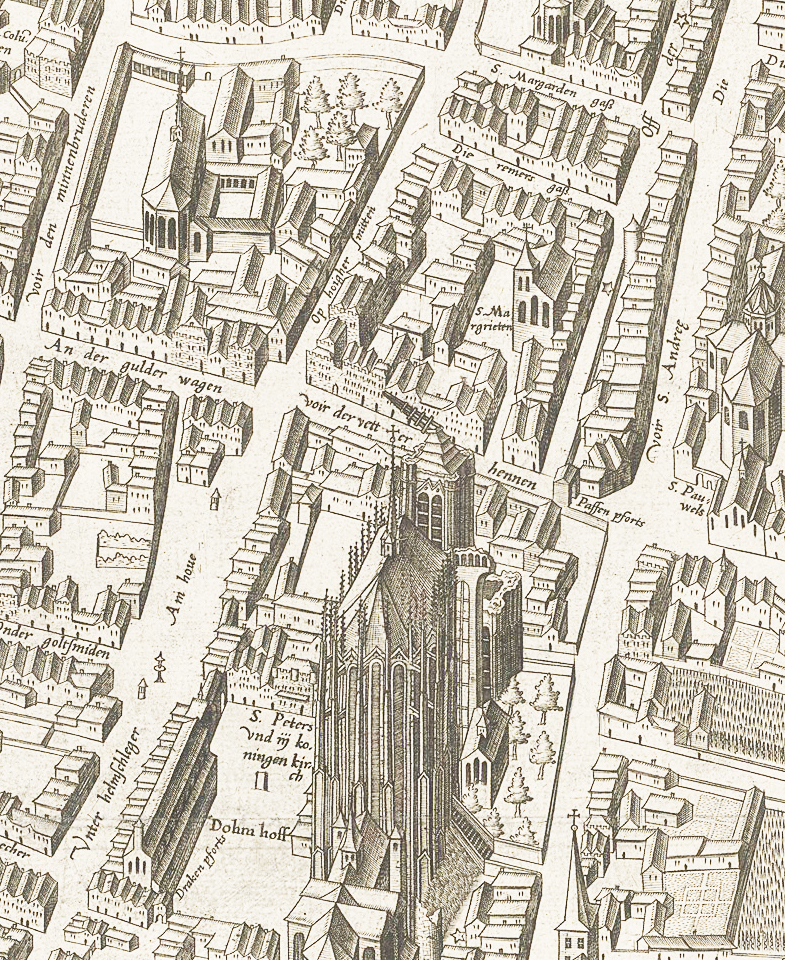
St. Margrieten westlich des Doms und südlich von St. Andreas auf dem gewesteten Mercator-Stadtplan 1571

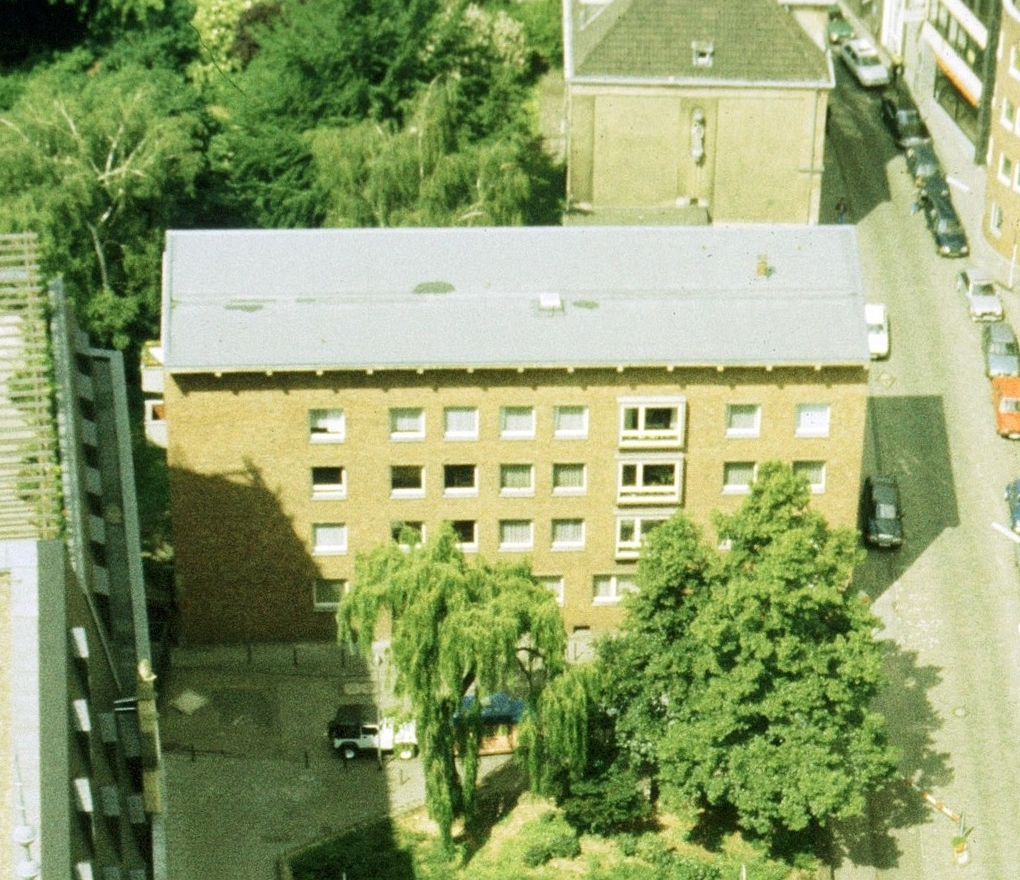
Dompropstei, Margarethenkloster 5, erbaut 1954; Aufnahme vom Domturm

Das sogenannte Margarethenkloster mit der St.-Margarethen-Kapelle in Köln war ein mit dem Domstift verbundenes Hospital für „veraltete Kirchendiener“. Es wurde im 7. Jahrhundert durch Bischof Kunibert gegründet. Das Stift bestand bis zur Säkularisation in der Franzosenzeit. Von den Gebäuden ist nichts erhalten. Der Straßenname Margarethenkloster erinnert daran.